# Mathilde de Hesse (1490–1558)
 (mai 2023).
Mathilde de Hesse (1490: † 6 mai 1558) est la fille du comte Guillaume Ier (1466-1520) et Anne de Brunswick (1460-1520).

## Biographie
Mathilde de Hesse est la cousine du landgrave de Hesse, Philippe le Généreux. Après l'introduction de la Réforme protestante dans le landgraviat de Hesse, les monastères sont dissous, et elle retourne à la vie laïque. Elle épouse le 13 mai 1527 le comte Conrad de Tecklembourg-Schwerin (de), un jeune noble de la cour du landgrave. En tant que dot de mariage elle reçoit en fief des parties du comté de Hoya, à savoir les districts de Oukhte et Freudenberg avec le chef-lieu de Bassum. Elle est politiquement active et permet à la Réforme de se renforcer en Westphalie.

## Descendants
- Anne de Tecklembourg-Schwerin (de) (* 5 juillet 1532; † 24 août 1582) ∞ Eberwin III de Bentheim-Steinfurt

## Sources
- Gérard Arnold Rumpius: Du Salut. Rm. L'empire uhralte hochlöbliche Graffschafft Tekelenburg. Brasseur, Brême, En 1672. Reproduction: Howe, Tecklenburg 1988,  (ISBN 3-925147-02-0). P. 105 et suiv.
- Wilhelm Müller: à Partir de l'Histoire du Comté de Tecklenburg. Kreisausschuß, Tecklenburg 1920, P. 12 et suiv.
- Oskar Prince de Bentheim: Anna de Tecklenburg 1532-1582. La première église évangélique de Régente, en Westphalie. Dans: Annuaire de westphalie histoire de l'Église. N ° 98. Association pour l'histoire de l'Église de Westphalie, Bielefeld 2003,  (ISSN 0341-9886), P. 77-86.